# Гимназия № 9 (Коломна)
Гимназия № 9 — муниципальное бюджетное общеобразовательное учреждение города Коломны. Школа работает с 1918 года.
Во время Великой Отечественной войны в школе работал госпиталь.
Здание школы выполнено в стиле конструктивизма.
С 1960-х по 1980-е годы школа носила имя Вани Маркова, подростка погибшего во время революции 1905 года. В настоящее время носит имя своего выпускника Сергея Георгиевича Горшкова.
При школе работает музей.

## Известные выпускники
За годы деятельности школы её окончило более 8,5 тысяч выпускников, из них более 345 человек с золотыми медалями. Считается местным элитным заведением. Среди её выпускников: три Героя Советского Союза, почти вся городская номенклатура, а также их дети и внуки. В частности, выпускниками школы были:
- Ю. А. Маматов — кибернетик, член-корреспондент РАН.

## Руководители
- Алексей Фёдорович Воронков
- Поляков Иван Александрович
- Гращенкова Татьяна Николаевна
- Чистяков Анатолий Юрьевич
- Орлова Татьяна Михайловна
- Руденков Михаил Михайлович

## Достижения
- В 2010 году гимназия стала лауреатом конкурса «Лучшие школы Подмосковья», организуемого правительством Московской области[3].